# Одубер Кирос, Даниэль
Порфи́рио Рика́рдо Хосе́ Лу́ис Даниэ́ль Одубер Ки́рос (исп. Porfirio Ricardo José Luis Daniel Oduber Quirós; 25 августа 1921, Сан-Хосе, Коста-Рика — 13 октября 1991, Эскасу, Коста-Рика) — коста-риканский политик, президент Коста-Рики (1974—1978).

## Биография
В 1928–1933 учился в школе, в 1934–1937 – в семинарии. В 1938 году поступил на последний год обучения средней школы, которую окончил со степенью бакалавра в том же году. Год спустя получил диплом бухгалтера в Школе коммерции. Окончил юридический факультет Университета Коста-Рики по специальности «право и нотариат» в 1945 году. В мае 1945 получил степень в области права и нотариуса в Университете Коста-Рики, защитив диссертацию по закону о забастовках. В 1948 году изучал философию и получил степень магистра гуманитарных наук (диссертация на звание магистра искусств была посвящена диалектике Платона) в Университете Макгилла (Монреаль, Канада).
В 1948 году вернулся в страну и участвовал в гражданской войне, по её окончании был назначен генеральным секретарем Совета основателей Второй республики. C 1950 по 1952 год учился в Парижском университете (Сорбонна), где завершил специализированное обучение в области права и философии (получил докторскую степень по философии). Находясь в Париже, женился на канадке, дочери дипломатов Марджори Эллиот Сайфер (1925–2015).
В 1951 году – один из учредителей социал-демократической, левоцентристской Партии национального освобождения (ПНО), во время выборной кампании 1953 года возглавлял секцию пропаганды кандидата в президенты Хосе Фигереса Феррера. После избрания Фигереса президентом был назначен сначала послом в Мексике, затем послом в странах Европы.
В 1956–1958 – генеральный секретарь исполнительного комитета ПНО. В 1958–1962 – депутат Законодательного собрания и глава парламентской фракции ПНО.
В 1962–1964 годах — министр иностранных дел Коста-Рики в правительстве Франсиско Орлича. 31 декабря 1964 года ушёл с поста, чтобы посвятить себя партийно-политической деятельности.
В 1966 году неудачно баллотировался на президентских выборах, набрав 49,5 % голосов. Выступал как представитель левых сил, однако левая оппозиция была объявлена вне закона (Законодательное собрание ввело в действие статью 98 Конституции Коста-Рики, которая запрещала коммунистические партии, сделав незаконной единственную партию слева от ПНО, Народно-демократическое действие)
В 1970 году был избран председателем партии Национального освобождения (в должности до 1993 года), вновь депутатом Законодательного собрания и его председателем до 1973 года. Ему удалось добиться принятия законопроектов, направленных на улучшение социального обеспечения, реформы в образовании, избирательном законодательстве, банковской сфере.
Баллотировался на президентских выборах 1974 года как кандидат от ПНО и победил, набрав 43,4 % голосов против 30,4 % у кандидата от правоцентристов Фернандо Трехоса. На кампании сказалось падение популярности правительства ПНО из-за «дела Веско» – коррупционного скандала с участием президента Хосе Фигереса с его сомнительными связями с международным преступником Робертом Веско.
На посту президента в 1974–1978 годах его политика была направлена на преодоление кризисных явлений в экономике страны, борьбу с инфляцией, улучшение внешнеторгового баланса. Продолжил реализацию программ в сфере социального обеспечения, провёл реформу земельных отношений и активно боролся за защиту окружающей среды. В 1975 году ,вернул правовой статус левой партии Народный авангард Коста-Рики (до 1943 года – Коммунистической партии), а в 1977 году восстановил дипломатические отношения с Кубой.
В первый год его правления был принят Закон о социальном развитии и семейных пособиях, который увеличил доходы многих малообеспеченных семей за счёт сокращения расходов на питание, здравоохранение, уход за детьми и пожилыми людьми. Находясь у власти, продвигал Закон о защите прав потребителей. Создал Национальную систему радио и телевидения; образовал Технологический институт Коста-Рики и Государственный дистанционный университет, чтобы распространить образование на всю территорию страны. Была образована Национальная комиссия по кредитам на образование. При нём начались работы над портом Кальдера, новым цементным заводом на тихоокеанском побережье, шоссе Сан-Хосе-Гуапилес и Костанере.
Поддерживал панамского лидера Омара Торрихоса в его  деятельности по защите суверенитета Панамы и возвращении Панамского канала.
В 1976 году был избран заместителем председателя Социнтерна.
После окончания президентских полномочий активно участвовал в работе организации «Межамериканский диалог».
Скончался 13 октября 1991 и похоронен в Сан-Хосе.
Его троюродный брат, Хосе Хоакин Трехос Фернандес, был президентом Коста-Рики в 1966–1970 годах. Его дальние родственники также были президентами страны: Педро Кирос Хименес (в 1881–1882), Хуан Баутиста Кирос Сегура (в 1919) и Рафаэль Анхель Кальдерон Гуардия (в 1940–1944).